# Alfred Kirwa Yego
Alfred Kirwa Yego (Eldoret, 1986. november 28.. –) világbajnok kenyai atléta.

## Pályafutása
A pekingi olimpiai játékokon honfitársa, Wilfred Bungei és a szudáni Iszmáíl Ahmed Iszmáíl mögött lett bronzérmes 800 méteres síkfutásban. A 2007-es oszakai világbajnokságon aranyérmes lett, miután 1:47,09-es idővel teljesítette a szám döntőjét. 2009-ben a berlini világbajnokságon a dél-afrikai Mbulaeni Mulaudzi mögött lett második.
Yego edzője az a Claudio Berardelli, aki olyan kenyai atléták mellett dolgozott, mint a világbajnok Janeth Jepkosgei vagy az olimpiai bajnok Nancy Langat.

## Egyéni legjobbjai
- 800 méter - 1:43,89
- 1500 méter - 3:33,68